# Sos tatarski

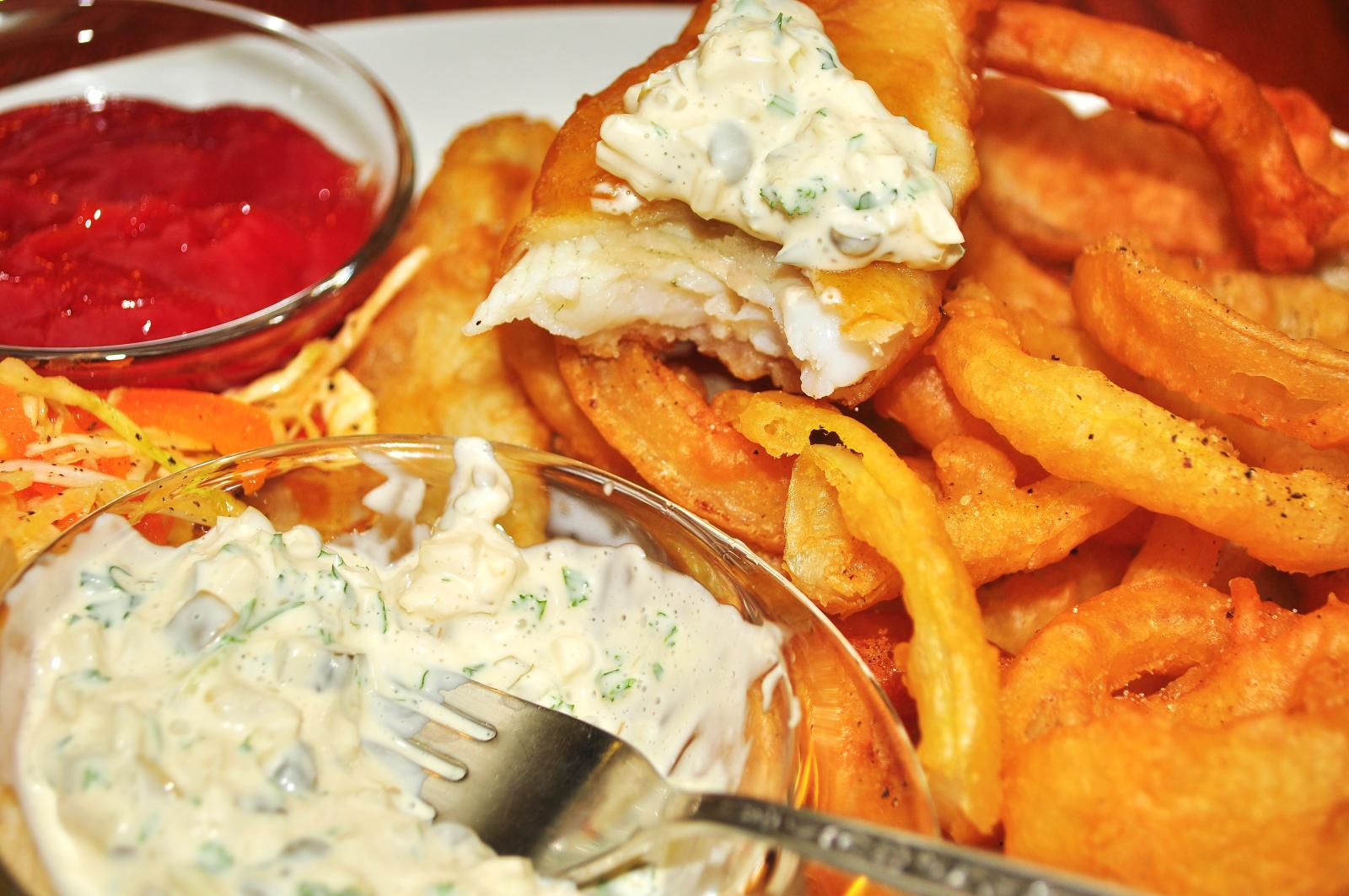
Ryba z frytkami, na pierwszym planie sos tatarski

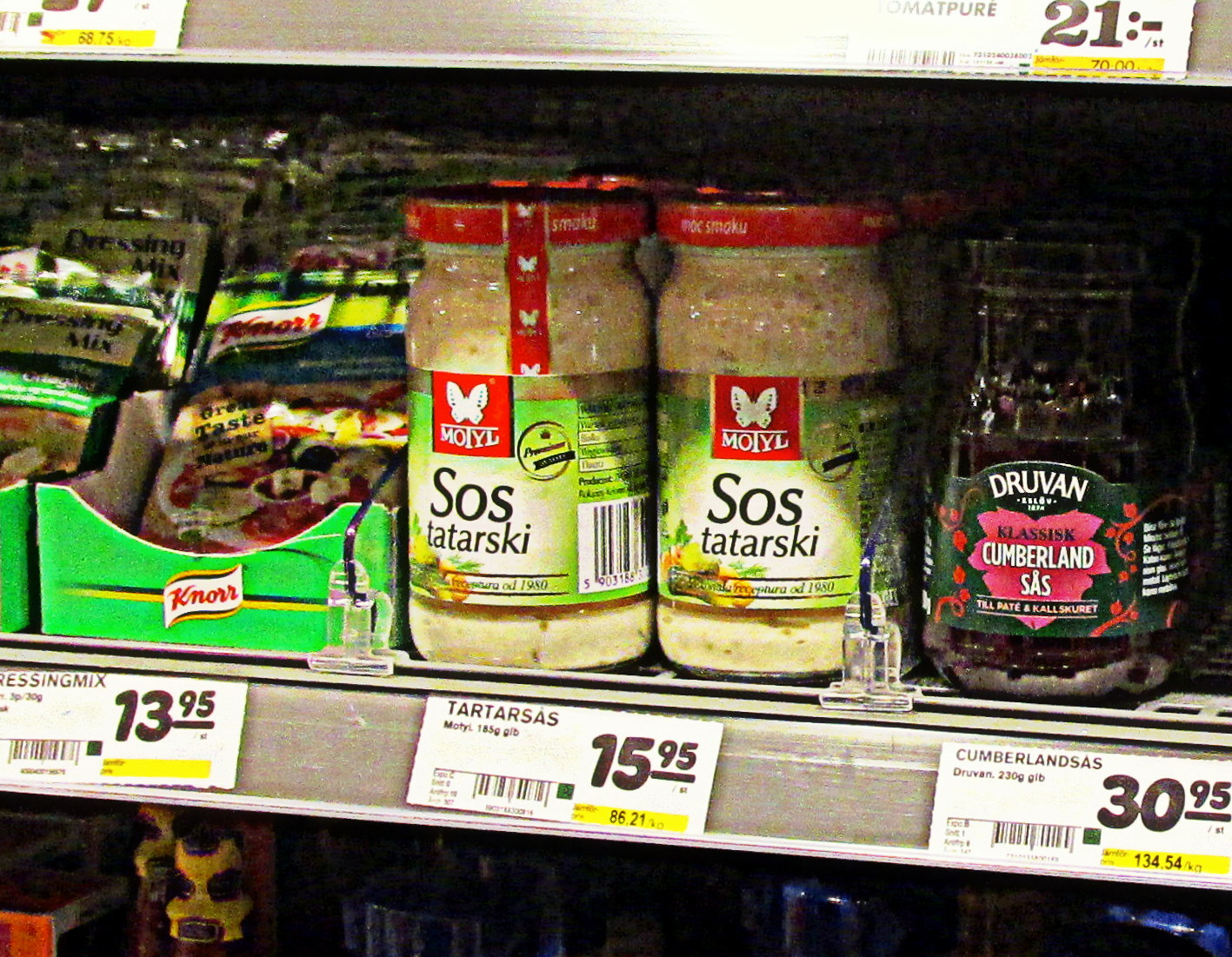
Polski sos tatarski na półkach szwedzkiego supermarketu

Sos tatarski – sos zimny na

## Odmiany  i wykorzystanie w kuchni
PO TATARSKU – Sposób przyrządzania żywności, o którym w przeszłości sądzono, iż pochodzi z kuchni ludów turkiestańskich. Wydaje się jednak bardziej prawdopodobne, że ten sposób przygotowywania mięs panierowanych z pikantnym sosem dotarł do nas od barbarzyńców w czasie inwazji z północy, trafniej jest zatem dziś nazywany po polsku.
Dawniej dania przyrządzane po tatarsku były zawsze panierowane, grillowane i podawane z pikantnym sosem z musztardy, jednak współczesna kuchnia francuska słusznie rozróżnia sposób przyrządzania po polsku, określając nim każde mięso panierowane, podczas gdy mianem tatarskiego określa się dziś bardzo pikantny sos, bez musztardy, dla odróżnienia od sosów typu remulada, które zawierają ją obowiązkowo.
Sos tatarski zimny (przepis 5,280).
Obficie przyprawić sos majonezowy pieprzem i dodać posiekany szczypiorek, pietruszkę, trybulę, kapary, korniszony, wszystko starannie krojone.
Sos tatarski ciepły (przepis 5,281).
Po przygotowaniu ciepłego majonezu według przepisu 3,258 i po dodaniu do niego świeżych ziół, jak wskazano wyżej, uzyskuje się sos tatarski ciepły, bardziej nadający się do wykorzystania w obsłudze restauracyjnej.
Na południu intensyfikuje się smak sosu poprzez dodanie czosnku, w Ameryce stosuje się do tego imbir i kolendrę, na północy Europy siekany koper i tarty korzeń chrzanu.
Oryginalny tekstTARTARE, adj. (à la). – Comme on le voit, autrefois les mets préparés à la tartare étaient toujours panés et grillés et accompagnés d'une sauce relevée à la moutarde; mais la cuisine française moderne a justement distingué par l’appellation à la polonaise toute substance panée; et par le nom de tartare, une sauce très relevée, sans moutarde, pour ne pas la confondre avec les sauces rémoulades (Voir ce mot) qui en contiennent toues. 

Sauce tartare froide. – Formule 5,280.
– Ajouter copieusement à une sauce mayonnaise une pointe de piment, des ciboulettes, persil, cerfeuil, estragon, câpres et cornichons, le tout finement haché.
Sauce tartare chaude. – Formule 5,281. 
– En procédant à une mayonnaise chaude selon le formule 3,528 et en ajoutant des fines herbes comme il est indiqué ci-dessus, on obtient une sauce tartare chaude, plus pratique pour le service au détail des restaurants.

Dans le Midi on pourra la rehausser d'un peu d'ail pilé; en Amérique, de gingembre et de coriandre; dans le Nord de l'Europe, de fenouil vert haché et de racine de raifort râpée.

## Historia sosu

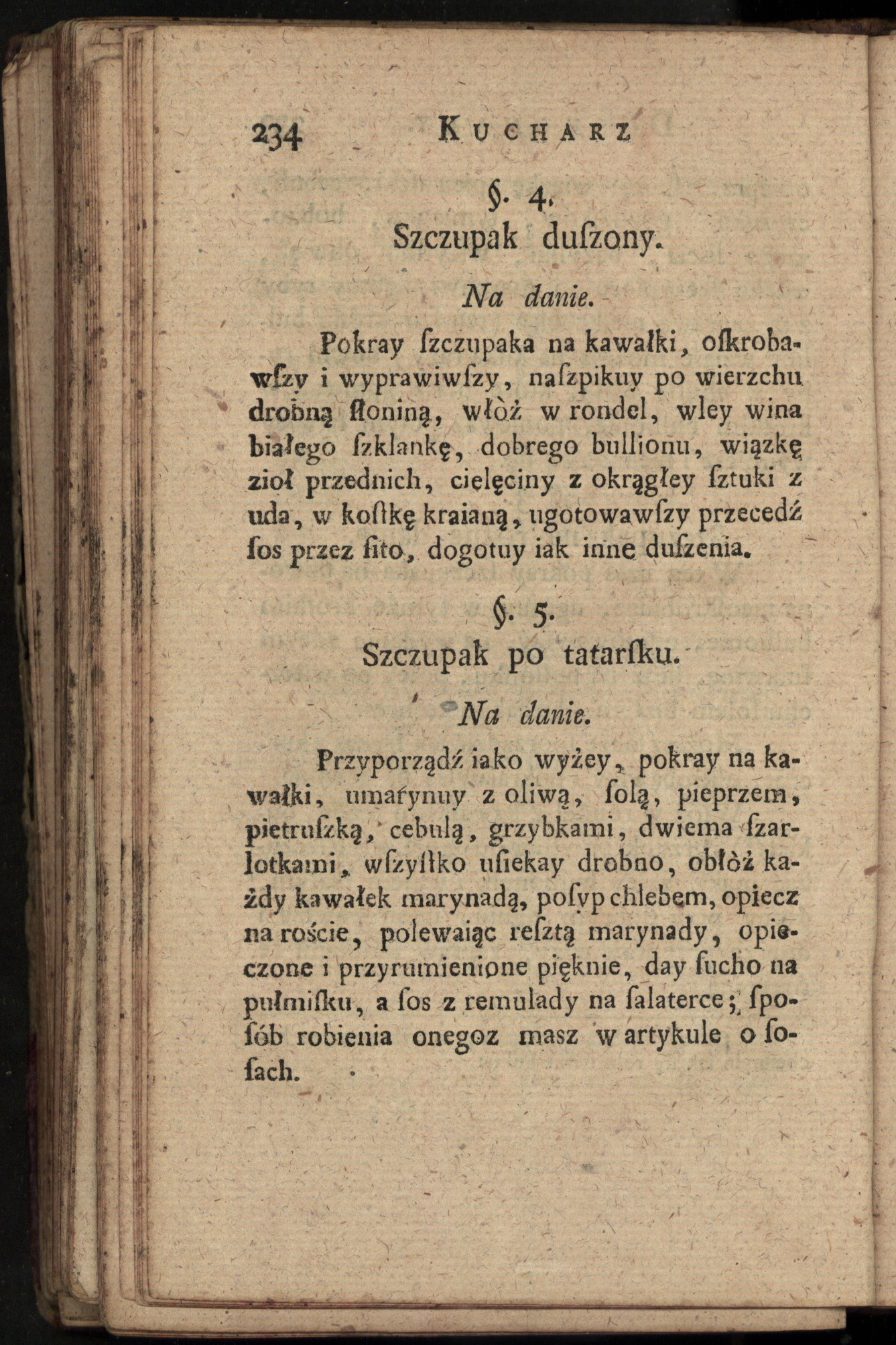
Przepis na szczupaka po tatarsku w książce Kucharz doskonały Wojciecha Wielądki, 1783

### Potrawypo tatarsku
Książki kucharskie z XVIII wieku podają przepisy na różne rodzaje mięsa i ryb przyrządzanych po tatarsku, co oznaczało pieczenie lub grillowanie po opanierowaniu w drobnych grzankach lub pokruszonym chlebie. Potrawy takie znane były w kuchni francuskiej, angielskiej i polskiej.
Przykładem takiej potrawy jest Szczupak po tatarsku z książki Menona Nouveau traité de la Cuisine, wydanej w 1742.
Niektóre z nich podawano z zimnym sosem, składającym się z różnych kombinacji cebuli, szalotki, oleju, octu lub soku cytrynowego bądź innego źródła kwaśnego smaku, musztardy i dodatków smakowych. Wśród jego składników nie było jeszcze żółtka jajka, które z olejem stworzyłoby majonez, a który pojawia się w późniejszych recepturach.
Na przykład w angielskiej książce kucharskiej Johna Notta The Cooks and Confectioners Dictionary or the Accomplish'd Housewife's Companion z roku 1723 taki rodzaj sosu został opisany jako element przepisu na Gołębie po tatarsku z zimnym sosem (ang.  Pigeons a la Tartare with cold Sauce). Sos ten wedle jego receptury był wykonywany z kawałka cebuli lub szalotki, filetu anchois i kilku łyżek pikli, przy czym wszystkie składniki należało rozdrobnić. Następnie, po dodaniu łyżki rozdrobnionej natki pietruszki oraz niewielkich ilości soli i pieprzu, składniki należało dobrze wymieszać z pięcioma lub sześcioma łyżkami oleju, łyżką wody i sokiem z jednej cytryny. Tuż przed podaniem należało do sosu domieszać łyżkę musztardy i serwować go zimnego rozlewając po talerzu, a gotowe gołębie kłaść na nim.
W polskiej kuchni trzy przepisy na potrawy przyrządzane po tatarsku występują w książce Wojciecha Wielądki Kucharz doskonały, która wyszła w 1783. Są to  Kurczęta po Tatarsku (strona 133; podawane z małym sossem), Szczupak po Tatarsku (strona 234; autor każe go podawać z sosem z remulady, ale wbrew deklaracji przepisu na niego nie ma w książce), oraz Uszy cielęce po Tatarsku, przy których opisany jest też sposób wykonania sosu.

§. 9.
Uszy cielęce po Tatarsku.
Na przydatek.
Cztery uszy cielęce obgotwawszy w wodzie gorącey, przekróy z grubego końca nierozdzielaiąc, przetkniy szpilką drewnianą ażeby się rowno na płask trzymały. Ugotuy w garczku małym, tak iako wyżey. Ugotowawszy, i osączywszy, obmocz w maśle rozpuszczonym, posyp chlebem, opiecz skrapiaiąc resztą masła, przyrumieniwszy, day z sossem czystym zrobionym z bullionem, sokiem agrestowym, szarlotką siekaną, solą, pieprzem.

### Sos tatarski bez żółtek
Sos tatarski jako samodzielny i niezależny element kuchni występuje w wielu książkach kucharskich z XIX wieku. Niektóre z nich przyrządzane były bez użycia żółtek jaj, co powodowało, że nie miały charakteru sosu majonezowego. Taki charakter ma na przykład receptura z francuskiej książki Manuel de gastronomie z 1825, która jest o tyle ciekawa, że stosowała okruszki chleba jako dodatek do sosu.
W innej książce francuskiej L'art du cuisinier Antoine B. Beauvilliersa  z 1813 w przepisie na sos tatarski okruszków już nie ma.
Ten sam przepis znajdujemy także w La cuisinière de la campagne et de la ville ou nouvelle cuisine économique Louis-Eustache'a Audota z roku 1853 (pierwsze wydanie w 1818). Dzieło Audota zostało przetłumaczone w 1854 na język hiszpański i w ten sposób sos tatarski był znany w połowie XIX wieku także w Hiszpanii.
Przepis ten w praktycznie identycznej formie występuje w anonimowej polskiej książce kucharskiej Nowa kuchnia warszawska z 1838.

Sos tatarski.
Włóż w naczynie gliniane dwie lub trzy szaloty, cebuli, estragonu, wszystko to drobno usiekane, dodaj musztardy, soli, pieprzu, nieco octu, trochę oliwy, mieszaj ciągle. Jeżeliby był za nadto gęsty, wlej trochę octu, jeżeli za słony, dodaj trochę musztardy i oliwy. Ten sos daje się na zimno.

Oto lista potraw, które wedle tego dzieła można było podawać z tym sosem: Królik po tatarsku (strona 133), Udka gęsie z sosem tatarskim (strona 147), Kurczę z sosem tatarskim (strona 154), Pularda z sosem tatarskim (strona 157), Okoń z tatarskim sosem (strona 177), Węgorz z sosem tatarskim (strona 182).
Jednak francuskie dzieło P.C. Roberta La grande cuisine simplifiée. Art de la cuisine nouvelle podaje przepis na Sos tatarski gorący, który nie zawiera żółtka i twierdzi, że jego zimny odpowiednik, z żółtkami i oparty zatem na majonezie, to sos remoladé (z tym sosem kazał podawać Szczupaka po tatarsku Wojciech Wielądko).

### Sos tatarski z żółtkiem
Oprócz wspomnianego wyżej dzieła P. C. Roberta, w XIX wieku wiele książek kucharskich podaje przepisy na sos tatarski, pod tą właśnie nazwą, sporządzony z użyciem żółtka.
Pod mieszaną  nazwą Senf-Tunke oder Remulade (Sauce Tartare) jest podany w austriackiej książce kucharskiej Anleitung zur Feineren Kochkunst z 1824. Zawierał on jednak nietypowe składniki ziołowe: oprócz pietruszki także bertram, krwiściąg mniejszy i trybula ogrodowa.
W angielskiej książce kucharskiej The Gastronomic Regeneration z 1849 znajduje się recepta na Sauce à la tartare sporządzany z żółtek jaj gotowanych i surowych, z korniszonami, kaparami, pietruszką i szalotką, z dodatkiem francuskiej musztardy i odrobiny pieprzu Cayenne.
Przepis z żółtkami w polskiej książce kucharskiej pojawił się w 1860 w dziele Józefa Schmidta, wydanym w Przemyślu, i jest oparty wyłącznie na jajach na twardo.

 29. Sos tatarski zimny
Ugotuj kilka jaj na twardo, wybierz z nich żółtka i przetrzyj przez sito, dodaj do tego stołową łyżkę musztardy francuzkiej, a w braku tejże pół filiżanki musztardy naszej, również tyle oliwy prowanckiej, trochę miałkiego cukru, wymieszaj to wszystko razem i rozprowadź dobrym octem, aby sos był zawiesisty, który użyć możesz do czego ci wypadnie. Chcesz zaś aby ten sos był zielony, zafarbuj go sokiem z tłuczonego szpinaku, albo rzeżuchy, którą przez płótno, czyli serwetkę wykręcić trzeba.

### Sos tatarski na podstawie gotowego majonezu
W XX i XXI wieku powszechnie dostępny stał się majonez produkcji przemysłowej. W przepisie z wielokrotnie wznawianej zbiorowej książki Kuchnia polska użycie gotowego majonezu było jeszcze tylko wariantem głównego przepisu, który zakładał własnoręczne wykonanie majonezu.

Sos tatarski
2 jaja (ugotowane na twardo). 2–3 dag musztardy, 2 żółtka (surowe), 1/8 l oleju, 4 dag grzybów z octu, 4 dag korniszonów, 1 łyżka tartego chrzanu lub zielonego szczypiorku, 1/8 l śmietany, sól, cukier, cytryna lub ocet (3%)
Oddzielone od białek żółtka rozetrzeć z musztardą i surowymi żółtkami na gładką masę. Dodawać stopniowo cienkim strumieniem olej. Majonez ucierać w jedną stronę. Gdy wyjdzie cała ilość oleju, dodać drobno posiekane grzybki, ugotowane białka i korniszony (albo konserwowy lub kiszony ogórek), łyżkę chrzanu lub szczypiorku. Wymieszać ze śmietaną, przyprawić do smaku solą, cukrem i, jeśli potrzeba, cytryną lub octem. Gdyby sos był za gęsty, rozrzedzić zimnym wywarem mięsnym, jarzynowym lub wodą. Sos tatarski można przyrządzić z 1/4 l majonezu garmażeryjnego.

W przepisie opublikowanym w 2008 na blogu dziennikarza i krytyka kulinarnego Piotra Adamczewskiego zwyczajny sos tatarski robi się wyłącznie z gotowego majonezu.

Zwyczajny sos tatarski
1/2 szklanki majonezu, kilka łyżeczek śmietany (zwłaszcza konieczne, jeżeli majonez jest za gęsty), 2–3 łyżki dobrego świeżego, tartego chrzanu, jajko na twardo, 3 korniszony lub konserwowy ogórek, łyżka drobno posiekanego szczypiorku, 4–5 marynowanych grzybków, sól, łyżeczka cukru, pieprz.
1. Korniszony, grzybki i jajko na twardo posiekać jak najdrobniej; pokroić drobno szczypior. (...)
2. Wymieszać wszystkie składniki doprawiając sos do smaku solą, cukrem i pieprzem.

## Sos tatarski jako produkt przemysłowy

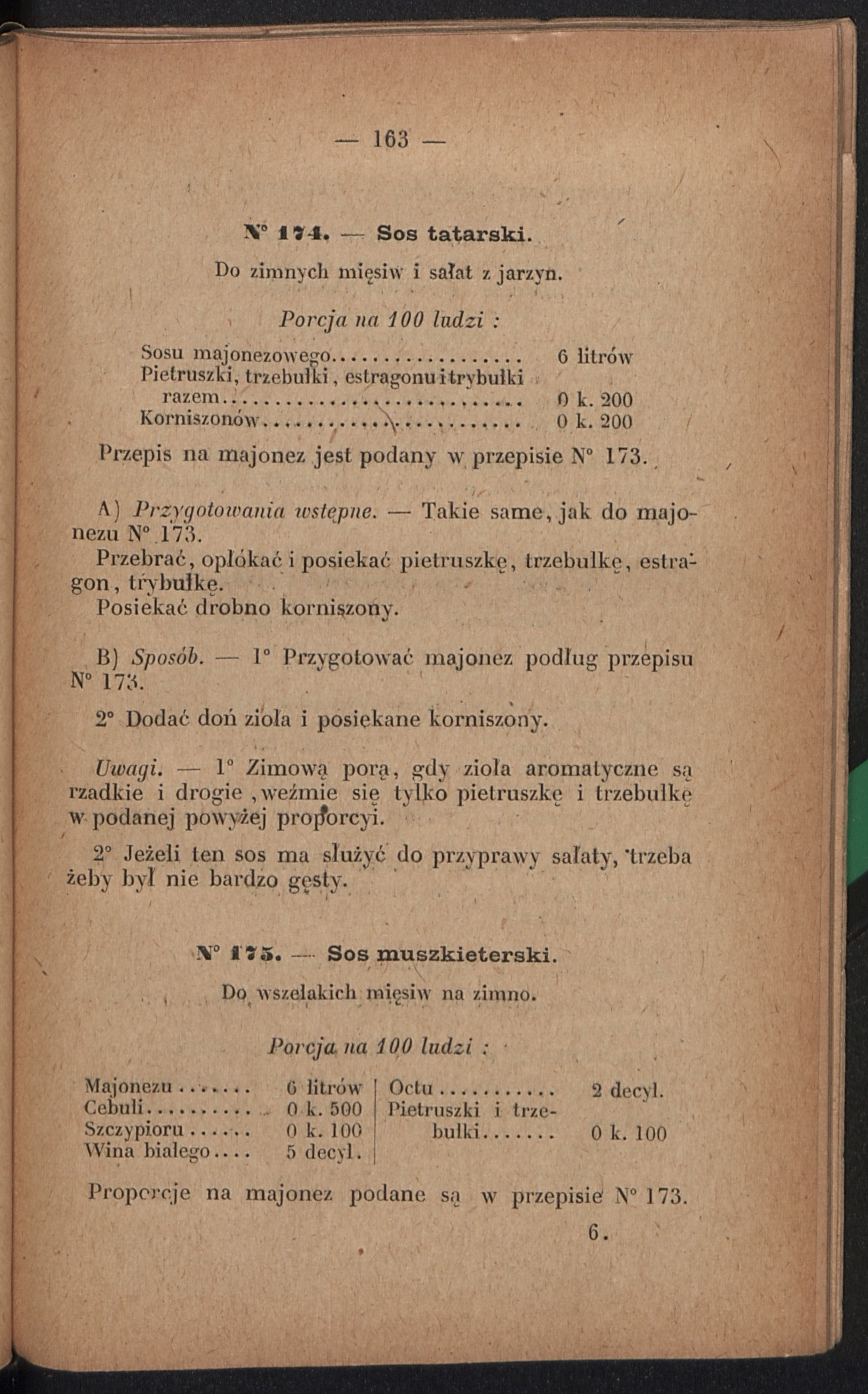
Receptura sosu tatarskiego w proporcjach na 100 osób w książce kucharskiej Kuchnia garnizonowa oraz wskazówki tyczące się racjonalnego odżywiania wojska, wydanej w Paryżu w listopadzie 1918. Zapis „0 k. 200“ oznacza 0 kilogramów 200 gramów

Sos tatarski jest produkowany przemysłowo, jednak nawet producenci należący do tego samego koncernu w różnych krajach stosują odmienne receptury i różne pojemniki.
Wśród marek należących do koncernu Nestlé sytuacja wygląda następująco:
W Polsce sos tatarski marki Winiary jest sprzedawany w słoikach szklanych i ma następujący zestaw składników: olej roślinny, woda, krojone warzywa konserwowe 9,5% (ogórek, woda, cebula, ocet, cukier, sól), cukier, ocet, glukoza, musztarda (woda, gorczyca, ocet, sól, cukier, przyprawy aromat), żółtko jaja, krojona pieczarka konserwowa 1,2% (pieczarka, woda, ocet, sól), sól, białka mleka, suszony szczypior, aromat (z glutenem), suszony liść pietruszki, regulator kwasowości: kwas cytrynowy, substancja zagęszczająca (guma guar), przeciwutleniacz (E385).
Na Ukrainie pod marką Торчин sprzedawany jest sos tatarski w plastikowej torebce z zaworem do wyciskania, a jego skład surowcowy jest następujący:
olej słonecznikowy, ogórki marynowane, cukier, suszona cebula, suszony czosnek, sól, proszek jajeczny, ocet, kwas mlekowy, skrobia kukurydziana modyfikowana, suszona pietruszka, stabilizator  (guma ksantanowa), wyciąg z kopru włoskiego, kurkuma, konserwant (sorbinian potasu), przeciwutleniacz E385, barwnik (beta-karoten).
Nestlé Szwajcaria sos tatarski produkuje i sprzedaje w tubach pod marką THOMY, a jego skład surowcowy to:
olej słonecznikowy, ocet, ogórki konserwowe, woda, żółtka jaj, suszona cebula, sól, gorczyca, wzmacniacz smaku (glutaminian sodu), cukier, substancje zakwaszające  (kwas octowy, kwas winowy), białe wino, natka pietruszki, aromaty, koncentrat soku cytrynowego, sos przyprawowy, środek przeciwutleniający.
Sosu tatarskiego koncern Nestlé nie oferuje w krajach Maghrebu, Indiach i Australii.

## Wartości odżywcze
Deklarowane wartości odżywcze 100 gramów sosu tatarskiego Winiary są następujące: wartość energetyczna 2445 kJ lub 594 kcal, białko 1 g, węglowodany 7,8 g, w tym cukry proste i dwucukry 7,3 g, tłuszcz 62 g, w tym kwasy tłuszczowe nasycone 4,8 g, błonnik pokarmowy 0,2 g, sód 0,6 g.